# 昭和残侠伝シリーズ

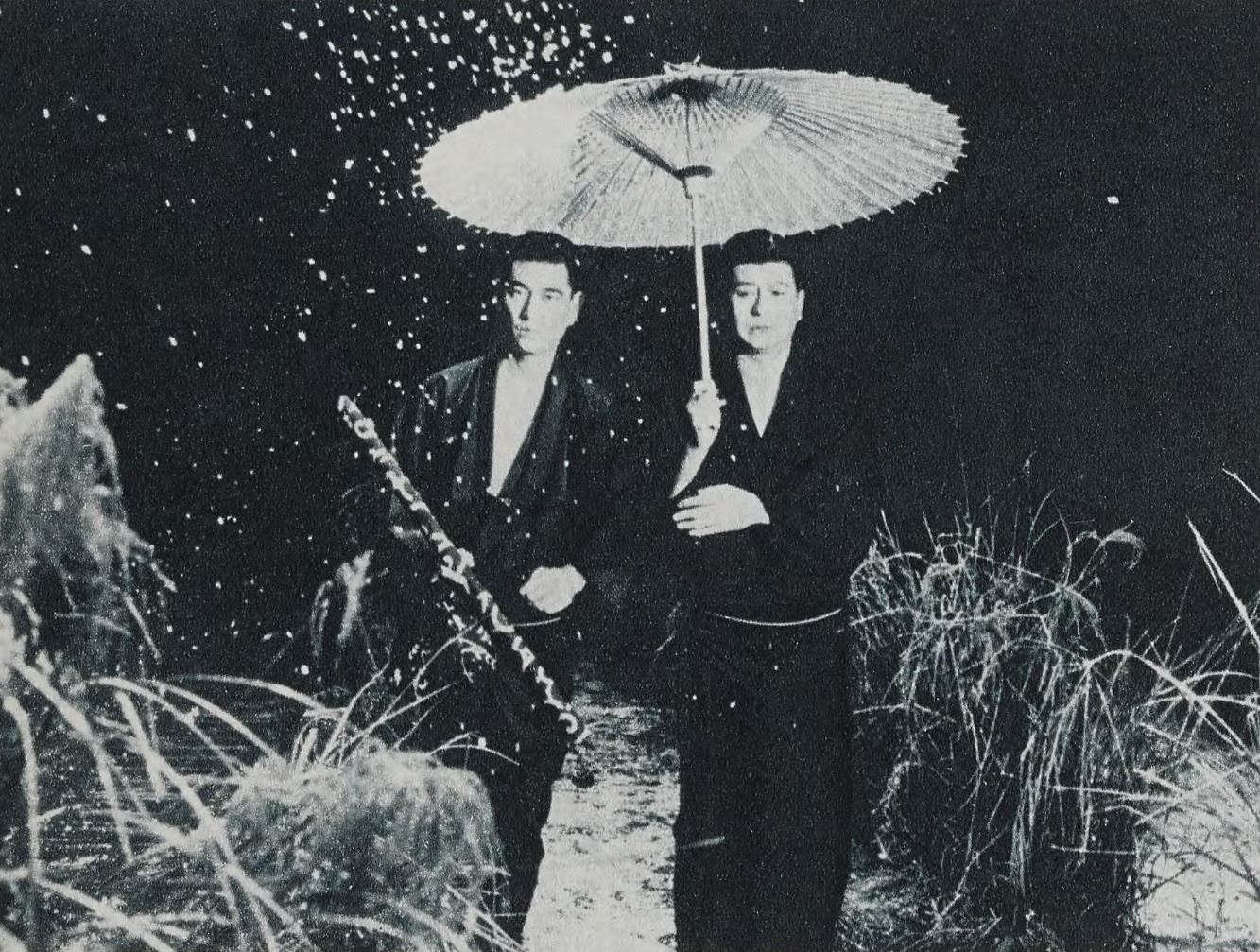
高倉健と池部良

『昭和残侠伝』シリーズ（しょうわざんきょうでんしりーず）は、高倉健主演で、東映によって1965年から1972年にかけて制作されたヤクザ映画シリーズ。全9作。東映東京撮影所製作。『網走番外地』シリーズ、『日本侠客伝』シリーズと並ぶ高倉健の代表的シリーズである。なお、シリーズとされているが各作品の設定やストーリーに繋がりは無い。

## 概要
第1作『昭和残侠伝』は太平洋戦争終結直後、第2作以降は戦前の昭和初期を背景に、新旧のヤクザ勢力の対立を描く。高倉健の他に池部良がレギュラー出演し、第4作『昭和残侠伝 血染の唐獅子』からは高倉健＝花田秀次郎、池部良＝風間重吉と役名が固定化した。おおむね風間は敵対勢力に与しながら秀次郎と友情で結ばれ、最後は二人揃って殴りこみに行くのがパターンになっている。

## 製作経緯
前年の『日本侠客伝』第1作で、岡田茂京都撮影所所長と俊藤浩滋は「主人公とそれを支える流れ者」という形に眼をつけた。これなら男同士の情念も描けるし、やはり前年から製作が始まった鶴田浩二主演の『博徒』シリーズには無い形なので「独自のカラーが出せる、毎回これでいこうや」となって、毎回ゲストを出しては途中で殺すパターンが出来上がった。このパターンを発展したのが『昭和残侠伝』シリーズで、流れ者の殴り込みを一本立ちさせたのが1966年から始まる『兄弟仁義』シリーズとなる。「東京撮影所でも高倉健のシリーズを」となって始まったが中身は『日本侠客伝』の時代を終戦直後に変更しただけで、中村錦之助の役が傘を持った池部良に変わっただけであった。『日本侠客伝』シリーズの脚本家・笠原和夫がプロデューサーの吉田達に「オレの盗作じゃないか」とクレームをつけたといわれる。

## シリーズ一覧
- 第1作『昭和残侠伝』（1965年10月1日公開　東映東京撮影所製作）
  - 監督：佐伯清、脚本：村尾昭、山本英明、松本功
  - 出演：高倉健、池部良、三田佳子、江原真二郎、松方弘樹、梅宮辰夫 他
- 第2作『昭和残侠伝 唐獅子牡丹』（1966年1月13日公開　東映東京撮影所製作）
  - 監督：佐伯清、脚本：山本英明、松本功
  - 出演：高倉健、池部良、三田佳子、津川雅彦、三島ゆり子、芦田伸介 他
- 第3作『昭和残侠伝 一匹狼』（1966年7月9日公開　東映東京撮影所製作）
  - 監督：佐伯清、脚本：松本功、山本英明
  - 出演：高倉健、池部良、藤純子、島田正吾、扇千景 他
- 第4作『昭和残侠伝 血染の唐獅子』（1967年7月8日公開　東映東京撮影所製作）
  - 監督：マキノ雅弘、脚本：鈴木則文、鳥居元宏
  - 出演：高倉健、池部良、藤純子、津川雅彦、金子信雄、加藤嘉 他
- 第5作『昭和残侠伝 唐獅子仁義』（1969年3月6日公開　東映東京撮影所製作）
  - 監督：マキノ雅弘、脚本：山本英明、松本功
  - 出演：高倉健、池部良、藤純子、待田京介、志村喬 他
- 第6作『昭和残侠伝 人斬り唐獅子』（1969年11月28日公開　東映東京撮影所製作）
  - 監督：山下耕作、脚本：神波史男、長田紀生
  - 出演：高倉健、池部良、片岡千恵蔵、大木実、小山明子 他
- 第7作『昭和残侠伝 死んで貰います』（1970年9月22日公開　東映東京撮影所製作）
  - 監督：マキノ雅弘、脚本：大和久守正
  - 出演：高倉健、池部良、藤純子、加藤嘉、中村竹弥、長門裕之 他
- 第8作『昭和残侠伝 吼えろ唐獅子』（1971年10月27日公開　東映東京撮影所製作）
  - 監督：佐伯清、脚本：村尾昭
  - 出演：高倉健、池部良、鶴田浩二、松方弘樹、松原智恵子 他
- 第9作『昭和残侠伝 破れ傘』（1972年12月30日公開　東映東京撮影所製作）
  - 監督：佐伯清、脚本：村尾昭
  - 出演：高倉健、池部良、鶴田浩二、星由里子、北島三郎、安藤昇 他